# シャム猫ココシリーズ
『シャム猫ココシリーズ』（Cat Who series）は、アメリカの作家リリアン・J・ブラウン (Lilian Jackson Braun) の推理小説シリーズ。日本では羽田詩津子訳でハヤカワ・ミステリ文庫（早川書房）から刊行されている。原語での各作品の題名が "The Cat Who..." に統一されていることから "Cat Who Series" と呼ばれる。日本語翻訳版では「猫は〜（する）」に統一されており、この作品の猫（原語のThe Cat）の名から「シャム猫ココシリーズ」と呼ばれる。

## 作品の舞台

### 第4作までの舞台
第4作までの舞台は現代（1960年代）のアメリカ合衆国の都市部（第5作以降は「南」と呼ばれる）。

### 第5作以降の舞台
第5作以降の主な舞台は、「どこからも400マイル北」にあるムース郡である。

#### ムース郡内の主な町
- ピカックス
  - 郡庁所在地
- ブルル
  - 郡内最北端
- チップマンク
- ソウダスト・シティ
- ワイルドキャット

#### ムース郡以外の地名
- ロックマスター
  - 隣の郡の郡庁所在地
- ポテト山脈
  - クィラランが避暑に赴く山

## 主な登場人物・猫

### 探偵役とその家族
ココ（Koko）
第1作でクィラランが下宿した大家の飼い猫。元の飼い主が死亡したためクィラランに飼われることとなった。本名カウ・コウ＝クン。非常に美食で新鮮なロブスターやチキンなどを好む。大変美しい毛並みのシールポイントのシャム猫の雄で、ひげが30対ある（一般の猫より多い）。人の死を感じて咆吼する（死の咆吼）ほか、はたき落とした本の題名やスクラブルのチップ、足で踏みつけたタイプライターにより打たれた文字などが重要な単語を示すなどしたことから、クィラランはココには特別な能力があり、起こったことの真相が判っているのだと考えている。
ヤムヤム（Yum-Yum）
第2作でのある事件の後クィラランに飼われることとなった猫。登場時には元の飼い主からフレイア若しくはユーと呼ばれていたが、クィラランによりココと対になるようヤムヤムと改名された。ココ同様美しい毛並みのシールポイントのシャム猫で、愛らしい性格の雌。前足をよく使い小物を盗みとり敷物の下に隠したり靴ひもを解いたりするため、クィラランは「前足のヤムヤム」とあだ名をつけるが、ココとは異なり普通の猫だと考えている。
ジェイムズ・クィララン（James Qwilleran）
ココとヤムヤムの飼い主。長身で特大の口ひげを蓄えた男性。フルネームはマーリン・ジェイムズ・マッキントッシュ・クィラランであるが、マーリンという名を嫌って使用しない一方で母がマッキントッシュの出であることを誇らしく思っている。親しいものは「クィル」（Qwill）と呼ぶ。元事件記者で犯罪に関する著書があるが、離婚、アル中といったひどい時代を経たのち、第1作で「南」の新聞「デイリー・フラクション」の文化欄記者となり特集記事を担当する。第1作から第4作までは特集記事の取材中に事件に遭う。第5作でムース郡を訪れ、ある出来事のためにムース郡へ移住することとなる。ムース郡の資産家クリンゲンショーエン家の遺産を相続するが、ムース郡の文化発展に寄与すべくその全額で基金を設立する（クリンゲンショーエン基金（K基金））ほか、ムース郡のローカル新聞「ムース郡なんとか」（通称「なんとか」）に写真署名入りコラム「クィル・ペンからのひとこと」を執筆しているため郡内ではトレードマークの口ひげとともに著名人。女性にもて、第1作からしばらくの間は毎作異なる相手とデートをしていたが結婚はせず、2匹の猫のみを家族として暮らす。ココの一挙一動から事件解決の手がかりをつかむ。自身も「口ひげの付け根にピリピリした感覚があるとなにか（犯罪に関わること）が起こる」という経験を繰り返しているため、ひげの多いココの特別な能力を信じている。

### 周辺人物（第4作以前に登場）
アーチボルト（アーチ）・ライカ
クィラランの幼なじみで親友。記者仲間。のちにピカックスに移住し、「なんとか」の発行人兼主筆となる。
ヒクシー・ライス
フードライター。のちにピカックスに移住し、「なんとか」広報担当となる。

### 周辺人物・猫（第5作以降登場）
フランセスカ（ファニー）・クリンゲンショーエン
ムース郡出身の女性資産家。クィラランの母の知人。クィラランに莫大な遺産を残し、K基金にその名を冠される。
ポリー・ダンカン
クィラランのパートナー。ピカックス図書館長だったが退職し、古書店店長となる。文学の造詣が深い。
ブーツィー（ブルータス）
ココとヤムヤムに触発され、ポリーが飼い始めたシャム猫。子猫の頃にブーツを履いたように見える足をしていたことからブーツィーと名付けられた。甘やかされたため困った性格をしていたが、本名ブルータス、愛称ブーツィーと「威厳のある名前」に改名され落ち着く。
ミルドレッド・ハンステーブル（ミルドレッド・ライカ）
「なんとか」料理担当記者。アーチ・ライカと再婚。ポリーの友人で、クィラランとポリーのカップルとは夫婦で親交を深めている。
アンドリュー（アンディ）・ブロディ
ピカックス警察署長。ココの特別な能力を信じる。

## シリーズ作品リスト
(　)内は日本語翻訳版初版発行年月、日本語翻訳版ISBN、原題。（ISBN表記は、初版発行年が2007年以降は13桁、2006年以前は10桁を使用）

### 長編
1. 猫は手がかりを読む(1988年11月、ISBN 4-15-077202-9 、The Cat Who Could Read Backwards )
2. 猫はソファをかじる(1989年8月、ISBN 4-15-077203-7 、The Cat Who Ate Danish Modern )
3. 猫はスイッチを入れる(1990年4月、ISBN 4-15-077204-5 、The Cat Who Turned On and Off )
4. 猫は殺しをかぎつける(1988年5月、ISBN 4-15-077201-0 、The Cat Who Saw Red )
5. 猫はブラームスを演奏する(2001年6月、ISBN 4-15-077220-7 、The Cat Who Played Brahms )
6. 猫は郵便配達をする(2002年1月、ISBN 4-15-077221-5 、The Cat Who Played Post Office )
7. 猫はシェイクスピアを知っている(1991年1月、ISBN 4-15-077206-1 、The Cat Who Knew Shakespeare )
8. 猫は糊をなめる(1991年9月、ISBN 4-15-077207-X 、The Cat Who Sniffed Glue )
9. 猫は床下にもぐる(1993年9月、ISBN 4-15-077208-8 、The Cat Who Went Underground )
10. 猫は幽霊と話す(1994年4月、ISBN 4-15-077209-6 、The Cat Who Talked to Ghost )
11. 猫はペントハウスに住む(1994年12月、ISBN 4-15-077210-X 、The Cat Who Lived High )
12. 猫は鳥を見つめる(1995年4月、ISBN 4-15-077211-8 、The Cat Who Knew a Cardinal )
13. 猫は山をも動かす(1995年11月、ISBN 4-15-077212-6 、The Cat Who Moved a Mountain )
14. 猫は留守番をする(1996年8月、ISBN 4-15-077213-4 、The Cat Who Wasn't There )
15. 猫はクロゼットに隠れる(1997年9月、ISBN 4-15-077214-2 、The Cat Who Went into the Closet )
16. 猫は島へ渡る(1997年12月、ISBN 4-15-077215-0 、The Cat Who Came to Breakfast )
17. 猫は汽笛を鳴らす(1998年8月、ISBN 4-15-077216-9 、The Cat Who Blew the Whistle )
18. 猫はチーズをねだる(1999年5月、ISBN 4-15-077217-7 、The Cat Who Said Cheese )
19. 猫は泥棒を追いかける(1999年12月、ISBN 4-15-077218-5 、The Cat Who Tailed a Thief )
20. 猫は鳥と歌う(2000年6月、ISBN 4-15-077219-3 、The Cat Who Sang for the Birds )
21. 猫は流れ星を見る(2002年6月、ISBN 4-15-077222-3 、The Cat Who Saw Stars )
22. 猫はコインを貯める(2002年12月、ISBN 4-15-077223-1 、The Cat Who Robbed a Bank )
23. 猫は火事場にかけつける(2003年6月、ISBN 4-15-077224-X 、The Cat Who Smelled a Rat )
24. 猫は川辺で首をかしげる(2004年2月、ISBN 4-15-077225-8 、The Cat Who Went Up the Creek )
25. 猫は銀幕にデビューする(2005年2月、ISBN 4-15-077226-6 、The Cat Who Brought Down the House )
26. 猫は七面鳥とおしゃべりする(2006年1月、ISBN 4-15-077228-2 、The Cat Who Talked Turkey )
27. 猫はバナナの皮をむく(2006年6月、ISBN 4-15-077229-0 、The Cat Who Went Bananas )
28. 猫は爆弾を落とす(2006年12月、ISBN 4-15-077230-4 、The Cat Who Dropped a Bombshell )
29. 猫はひげを自慢する(2007年6月、ISBN 978-4-15-077231-4 、The Cat Who Had 60 Whiskers )

### 関連作品
- 猫は14の謎をもつ(1991年7月、ISBN 4-15-077205-3 、The Cat Who Had 14 Tales )
  - 猫が登場する14の話を収録した短編集
- 猫は日記をつける(2005年7月、ISBN 4-15-077227-4 、The Private Life of the Cat Who... )
  - 既刊作品での出来事をクィラランの日記風に書いた作品

### 関係書籍
- シャム猫ココの調査報告(2002年6月、ISBN 4-15-077299-1 、The Cat Who...Companion )
  - シャロン・A・フィースターによるシリーズ案内
- 猫はキッチンで奮闘する(2008年1月、ISBN 978-4-15-077298-7)
  - 翻訳者羽田詩津子による作中料理の調理エッセイ（レシピ付き）

## 日本語翻訳版に関する話題
- 第4作が最初に翻訳された（1988年）。以後、第1作から第3作及び第7作以降が順次刊行されたが、第5作及び第6作は第20作の後まで刊行されなかった。その間、読者はクィラランのムース郡移転の経緯を日本語で読むことができなかった。
- 翻訳版の表紙カバー絵は猫の油絵（山城隆一画）を使用している。山城逝去後、関係者からシリーズ続編の刊行時にも引き続き彼の作品を使用できる旨の了解が得られている。